# Randibåen
Der Randibåen ist ein unter der Meeresoberfläche liegender Rifffelsen vor der Vogt-Küste der subantarktischen Bouvetinsel im Südatlantik. Er liegt rund 700 m südöstlich der Mündung des Randibreen.
Wissenschaftler des Norwegischen Polarinstituts benannten ihn 1981 in Anlehnung an die Benennung des benachbarten Gletschers.